# Halysidota

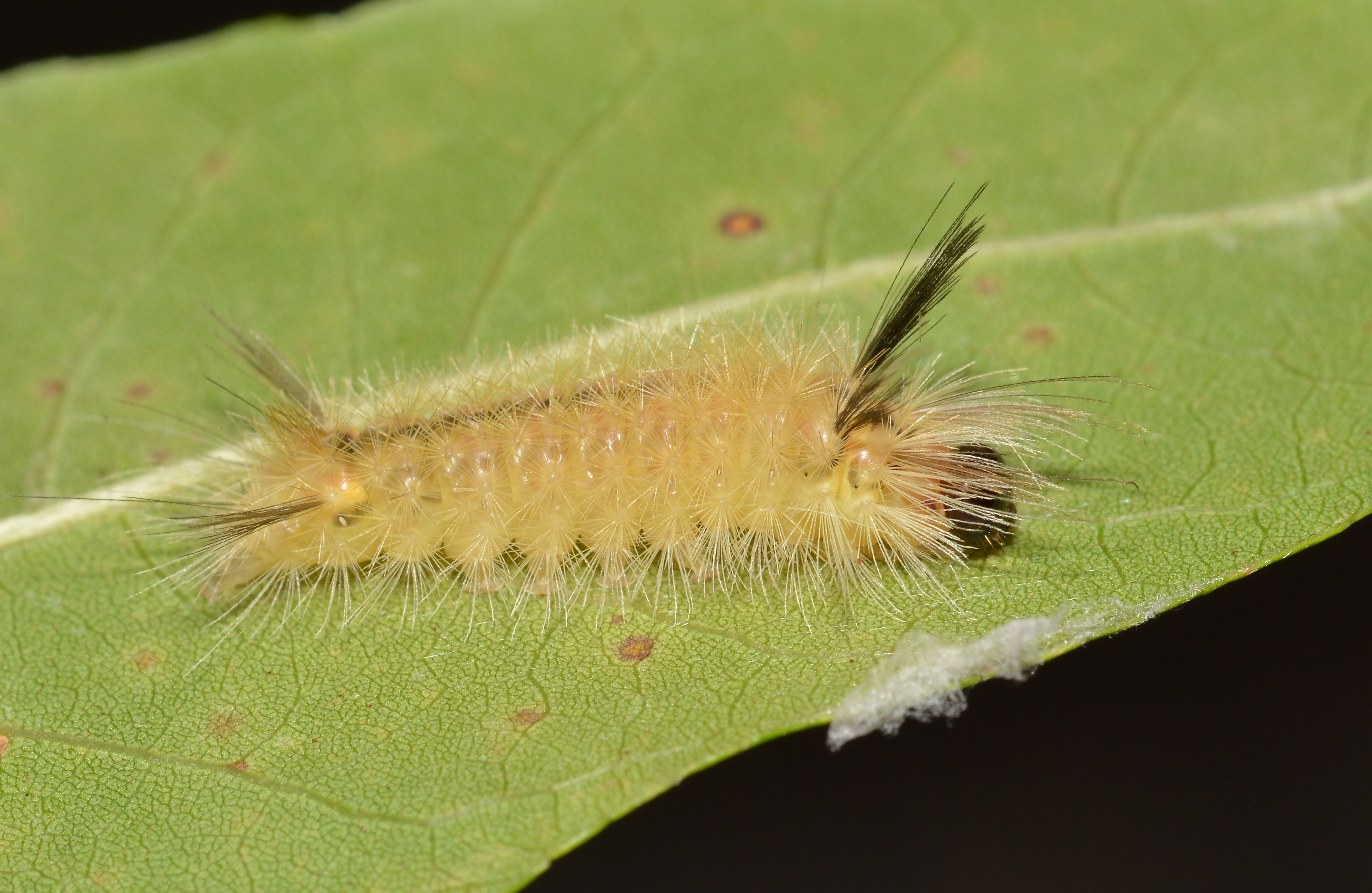
Oruga de H. tessellaris

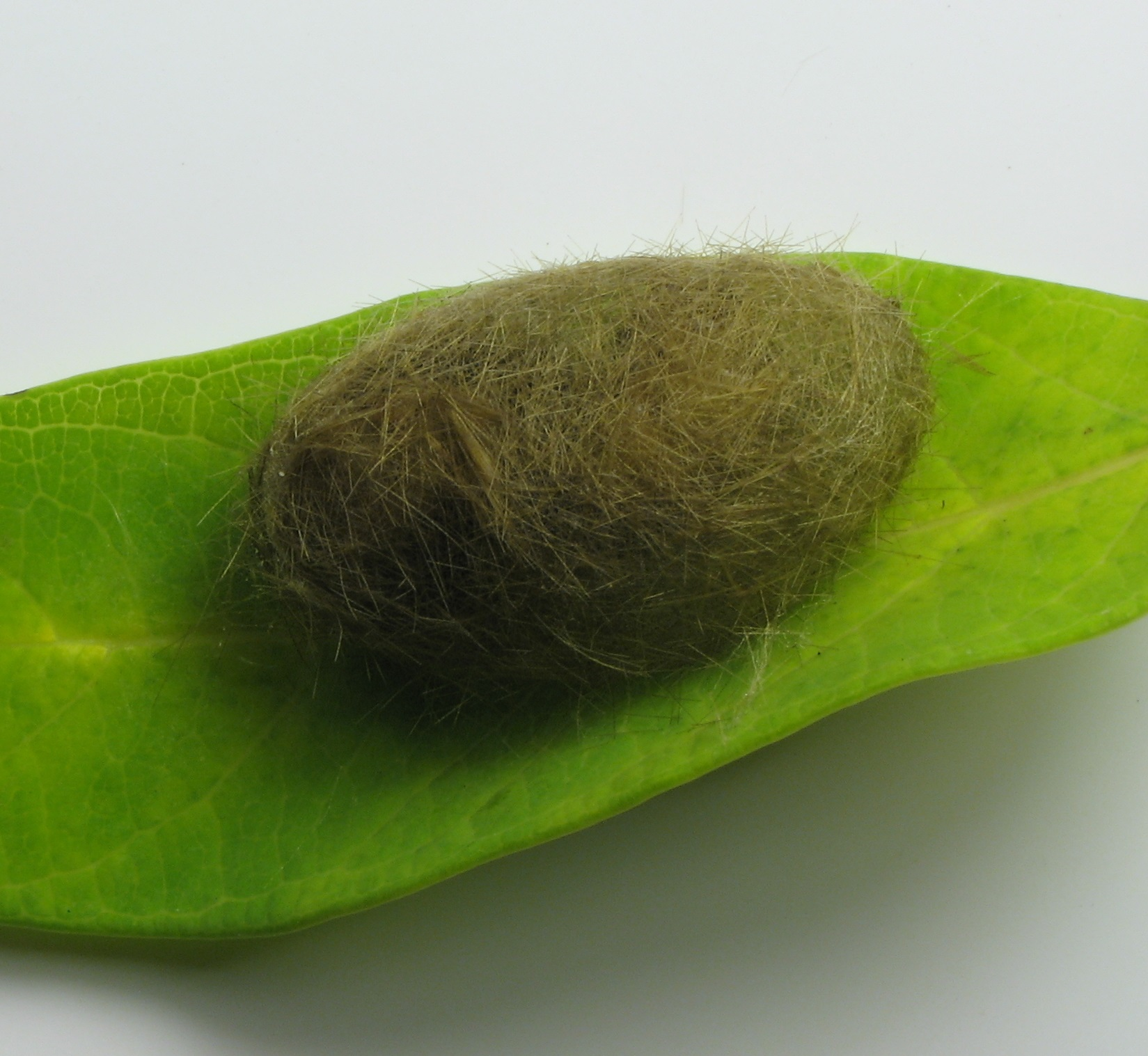
Capullo de H. tessellaris

Halysidota es un género de polillas de la familia Erebidae. El género fue creado por Jacob Hübner en 1819.
Es difícil identificar las especies, se requiere disección en muchos casos.

## Especies
- Halysidota ata Watson, 1980
- Halysidota atra Druce, 1884
- Halysidota baritioides Rothschild, 1909
- Halysidota brasiliensis Rothschild, 1909
- Halysidota cinctipes Grote, 1865
- Halysidota conflua Watson, 1980
- Halysidota davisii H. Edwards, 1874
- Halysidota donahuei Watson, 1980
- Halysidota elota (Möschler, 1886)
- Halysidota eudolobata Hampson, 1901
- Halysidota fuliginosa Rothschild, 1909
- Halysidota fumosa Schaus, 1912
- Halysidota grata Walker, 1866
- Halysidota harrisii Walsh, 1864
- Halysidota instabilis Dyar, 1912
- Halysidota insularis Rothschild, 1909
- Halysidota intensa Rothschild, 1909
- Halysidota interlineata Walker, 1855
- Halysidota interstriata (Hampson, 1901)
- Halysidota leda (Druce, 1890)
- Halysidota masoni (Schaus, 1895)
- Halysidota meridionalis Rothschild, 1909
- Halysidota nigrilinea Watson, 1980
- Halysidota orientalis Rothschild, 1909
- Halysidota pearsoni Watson, 1980
- Halysidota pectenella Watson, 1980
- Halysidota rhoda (Hampson, 1901)
- Halysidota roseofasciata (Druce, 1906)
- Halysidota rusca (Schaus, 1896)
- Halysidota ruscheweyhi Dyar, 1912
- Halysidota schausi Rothschild, 1909
- Halysidota semibrunnea (Druce, 1906)
- Halysidota steinbachi Rothschild, 1909
- Halysidota striata E. D. Jones, 1908
- Halysidota tessellaris Smith, 1797
- Halysidota torniplaga Reich, 1935
- Halysidota tucumanicola Strand, 1919
- Halysidota underwoodi Rothschild, 1909
- Halysidota yapacaniae Watson, 1980

## Antiguas especies
- Halysidota anapheoides Rothschild, 1909
- Halysidota grandis (Rothschild, 1909)
- Halysidota humosa (Dognin, 1893)
- Halysidota melaleuca (Felder, 1874)
- Halysidota mexiconis Strand, 1919
- Halysidota triphylia (Druce, 1896)